# Stockmossen
Stockmossen este o arie protejată (arie specială de conservare — SAC, sit de importanță comunitară — SCI) din Suedia întinsă pe o suprafață de 130,3 ha, integral pe uscat.

## Localizare
Centrul sitului Stockmossen este situat la coordonatele 58°15′28″N 15°52′47″E / 58.2578°N 15.8798°E.

## Înființare
Situl Stockmossen a fost declarat sit de importanță comunitară în decembrie 1998 pentru a proteja un număr necunoscut de specii din flora spontană și fauna sălbatică aflate în arealul zonei. Situl a fost protejat și ca arie specială de conservare în martie 2011.

## Biodiversitate
Situată în ecoregiunea boreală, aria protejată conține 4 habitate naturale: Păduri caducifoliate de mlaștină fino-scandinave, Lacuri și iazuri distrofice naturale, Mlaștini împădurite, Taiga vestică.
La baza desemnării sitului se află un număr nedeclarat de specii protejate.